# Giải bóng đá hạng nhất quốc gia 2017 (kết quả chi tiết)
Dưới đây là kết quả các trận đấu tại Giải bóng đá hạng nhất quốc gia 2017.

## Vòng 1
| 11 tháng 2 năm 2017 | Bình Phước                                                                                      | 1-0 | Đắk Lắk | Sân vận động Bình Phước                        |  |
| 15:00               | Viết Đàn (13) 19' · Văn Tuấn (7) 25' · Công Quý (12) 73' · Ngọc Tính (26) 76' · Văn Hội (9) 77' |     |         | Lượng khán giả: 3.500 Trọng tài: Đặng Đức Toàn |  |

| 11 tháng 2 năm 2017 | Huế                                                                                        | 1-1 | Nam Định                                      | Sân vận động Tự Do                              |  |
| 15:30               | Trương Ngọc Mười (3) 11' · Vũ Quang Nam (9) 36' · Trần Đức Phát (24) 42' · Võ Lý (8) 90+3' |     | Đinh Viết Tú (2) 90+3' · Đinh Viết Tú (2) 85' | Lượng khán giả: 2.000 Trọng tài: Đặng Quốc Dũng |  |

| 11 tháng 2 năm 2017 | Đồng Tháp                                       | 0-1 | Viettel                                         | Sân vận động Cao Lãnh                           |  |
| 16:00               | Nguyễn Công Thành (20) 18' · Lâm Thuận (10) 76' |     | Lưu Công Sơn (19) 90+3' · Bùi Tiến Dũng (4) 36' | Lượng khán giả: 1.500 Trọng tài: Trần Văn Trọng |  |

## Vòng 2
| 18 tháng 2 năm 2017 | XM Fico Tây Ninh                               | 0-3 | Huế                                                              | Sân vận động Tây Ninh                                  |  |
| 15:30               | Lê Tuấn Anh (12) 18' · Phạm Ngọc Quốc (38) 44' |     | Võ Văn Minh (15) 19' · Võ Lý (8) 55' · Trương Đình Nhân (17) 74' | Lượng khán giả: 3.000 Trọng tài: Nguyễn Đình Tiến Dũng |  |

| 18 tháng 2 năm 2017 | Nam Định                                                                                               | 0-4 | Đồng Tháp | Sân vận động Thiên Trường                         |  |
| 16:00               | Trần Mạnh Cường (23) 26' · Phạm Văn Quý (18) 71' · Phạm Hồng Sơn (34) 71' · Nguyễn Hữu Định (19) 90+4' |     | Nguyễn Thiện Chí (11) 17' · Nguyễn Vĩnh Đức (14) 28' · Trần Minh Lợi (19) 72' · Nguyễn Duy Phương (24) 90' · Nguyễn Duy Phương (24) 50' | Lượng khán giả: 6.000 Trọng tài: Nguyễn Viết Duẩn |  |

| 18 tháng 2 năm 2017 | Viettel                                                                                                   | 1-0 | Bình Phước                                            | Sân vận động Hàng Đẫy                        |  |
| 17:00               | Nguyễn Hoàng Đức (28) 70' · Đồng Văn Trung (10) 86' · Trần Ngọc Sơn (9) 90+4' · Trương Văn Thiết (36) 32' |     | Phan Nguyễn Duy Giang (3) 39' · Trần Văn Bửu (92) 65' | Lượng khán giả: 900 Trọng tài: Ngô Quốc Hưng |  |

## Vòng 3
| 25 tháng 2 năm 2017 | Bình Phước | 2-1 | Nam Định                                       | Sân vận động Bình Phước                       |  |
| 15:00               | Phạm Văn Hội (9) 8' · Nguyễn Văn Phú (20) 88' · Đặng Trần Hoàng Nhựt (24) 20' · Trương Văn Tuấn (7) 80' · Bùi Xuân Quý (18) 86' |     | Hoàng Minh Tuấn (28) 15' · Lê Sỹ Minh (93) 86' | Lượng khán giả: 1.500 Trọng tài: Vũ Nguyên Vũ |  |

| 25 tháng 2 năm 2017 | Đắk Lắk               | 0-2 | Viettel                                                                                            | Sân vận động Buôn Mê Thuột                      |  |
| 15:30               | Huỳnh Văn Ly (17) 55' |     | Bùi Quang Khải (14) 47' · Bùi Duy Thường (7) 65' · Bùi Tiến Dũng (4) 81' · Bùi Quang Khải (14) 89' | Lượng khán giả: 2.000 Trọng tài: Dưỡng Hữu Phúc |  |

| 25 tháng 2 năm 2017 | Đồng Tháp                                               | 1-1 | XM Fico Tây Ninh                                                             | Sân vận động Cao Lãnh                           |  |
| 16:00               | Minh Lợi (19) 75' · Anh Khoa (99) 30' · Văn Sơn (5) 67' |     | Tuấn Anh (12) 70' · Ngọc Quốc (38) 51' · Tuấn Anh (12) 71', Đức Tài (27) 85' | Lượng khán giả: 2.000 Trọng tài: Nguyễn Văn Tạo |  |

## Vòng 4
| 4 tháng 3 năm 2017 | Huế | 4-1 | Đồng Tháp                                                                                      | Sân vận động Tự Do                               |  |
| 15:30              | Trương Đình Nhân (17) 33' · Vũ Quang Nam (9) 45+3' · Võ Lý (8) 60' · Trương Ngọc Mười (3) 60' · Nguyễn Tuấn Hiệp (29) 86' |     | Trương Huỳnh Anh Khoa (99) 45+1' · Hồ Trường Khang (3) 90+4' (ph.l.n) · Nguyễn Văn Sơn (5) 52' | Lượng khán giả: 2.500 Trọng tài: Nguyễn Hữu Tuấn |  |

| 4 tháng 3 năm 2017 | XM Fico Tây Ninh | 2-1 | Bình Phước                                     | Sân vận động Tây Ninh                          |  |
| 15:30              | Lâm Văn Ngoan (15) 60' · Trần Văn Hén (9) 37' · Lê Thế Mạnh (5) 43' · Phạm Công Hiển (11) 71' · Trần Phú Nguyên (20) 77' |     | Hồ Sỹ Giáp (10) 90+1' · Ngô Viết Phú (5) 90+2' | Lượng khán giả: 2.000 Trọng tài: Nguyễn Tấn Lê |  |

| 4 tháng 3 năm 2017 | Nam Định                                                                                              | 2-0 | Đắk Lắk | Sân vận động Thiên Trường                        |  |
| 16:00              | Phạm Văn Thuận (15) 36' · Nguyễn Hữu Định (19) 82' · Đinh Viết Tú (2) 87' · Phạm Văn Thuần (12) 90+5' |     | Y Thăng Eban (10) 55' (ph.l.n) · Huỳnh Văn Ly (17) 55' · Nguyễn Hồng Quân (9) 77' · Nguyễn Quốc Thanh (20) 83' | Lượng khán giả: 3.000 Trọng tài: Nguyễn Tuấn Anh |  |

## Vòng 5
| 8 tháng 3 năm 2017 | Bình Phước | 0-0 | Huế                                                                                                 | Sân vận động Bình Phước                       |  |
| 15:00              |            |     | Trương Ngọc Mười (3) 55' · Trần Khoa Nhật (2) 57' · Võ Văn Minh (15) 63' · D.V.Anh Phi Pha (22) 85' | Lượng khán giả: 500 Trọng tài: Trần Văn Trọng |  |

| 8 tháng 3 năm 2017 | Đắk Lắk                 | 1-0 | XM Fico Tây Ninh         | Sân vận động Buôn Mê Thuột                       |  |
| 15:30              | Y Thăng Êban (10) 90+3' |     | Hoàng Ngọc Hùng (22) 89' | Lượng khán giả: 1.000 Trọng tài: Khổng Tam Cường |  |

| 8 tháng 3 năm 2017 | Viettel                                                                                             | 1-1 | Nam Định                                          | Sân vận động Hàng Đẫy                            |  |
| 17:00              | Trần Hoàng Sơn (31) 87' · Dương Văn Hào (23) 39' · Nguyễn Văn Toàn (15) 53' · Trần Ngọc Sơn (9) 55' |     | Phạm Văn Thuận (15) 56' · Phạm Văn Thuần (12) 63' | Lượng khán giả: 1.500 Trọng tài: Phùng Quốc Quân |  |

## Vòng 6
| 12 tháng 3 năm 2017 | Huế                                                                                 | 3-0 | Đắk Lắk | Sân vận động Tự Do                             |  |
| 15:30               | Võ Văn Minh (15) 57', 67' · Đặng Văn Anh Phi Pha (22) 90+3' · Bùi Xuân Lộc (18) 90' |     |         | Lượng khán giả: 3.500 Trọng tài: Mai Xuân Hùng |  |

| 12 tháng 3 năm 2017 | XM Fico Tây Ninh                                                                                      | 1-1 | Viettel            | Sân vận động Tây Ninh                           |  |
| 15:30               | Ngọc Hùng (22) 3' · Phương Duy (26) 21' · Văn Ngoan (15) 40' · Phú Nguyên (20) 40+3' Đức Tài (27) 62' |     | Duy Thường (7) 78' | Lượng khán giả: 2.000 Trọng tài: Nguyễn Văn Tạo |  |

| 12 tháng 3 năm 2017 | Đồng Tháp              | 0-1 | Bình Phước          | Sân vận động Cao Lãnh                            |  |
| 16:00               | Phan Minh Tâm (39) 15' |     | Hồ Sỹ Giáp (10) 55' | Lượng khán giả: 1.500 Trọng tài: Tăng Hoàng Tuấn |  |

## Vòng 7
| 18 tháng 3 năm 2017 | Đắk Lắk | 3-2 | Đồng Tháp                                      | Sân vận động Buôn Mê Thuột                      |  |
| 15:30               | Nguyễn Hồng Quân (9) 11', 57' · Lê Trung Hiếu (22) 66' · Nguyễn Quốc Thanh (20) 31' (ph.l.n) 80' · Vũ Thành Công (2) 16' · Trần Ngọc Anh (4) 30' · Danh Lương Thực (5) 45+1' · Y Thăng Eban (10) 85' · Võ Văn Cường (25) 90+5' |     | Nguyễn Hoàng Duy (46) 59' · Lê Tấn Phi (6) 10' | Lượng khán giả: 1.500 Trọng tài: Nguyễn Văn Tạo |  |

| 18 tháng 3 năm 2017 | Nam Định                                                                                              | 2-1 | XM Fico Tây Ninh | Sân vận động Thiên Trường                       |  |
| 16:00               | Hoàng Minh Tuấn (28) 16' · Nguyễn Hữu Định (19) 43' · Phạm Văn Thuận (15) 41' · Đinh Bá Thành (6) 77' |     | Đặng Văn Tường (2) 47' · Phạm Công Hiền (11) 45' · Ngô Dương Thái (17) 83' · Lê Thế Mạnh (5) 85' · Võ Nguyễn Phương Duy (26) 87' | Lượng khán giả: 3.000 Trọng tài: Nguyễn Văn Tạo |  |

| 18 tháng 3 năm 2017 | Viettel                                          | 0-0 | Huế                                             | Sân vận động Hàng Đẫy                             |  |
| 17:00               | Bùi Đình Sơn (6) 27' · Nguyễn Trọng Đại (29) 76' |     | Võ Văn Minh (15) 42' · Huỳnh Đức Thịnh (34) 81' | Lượng khán giả: 1.000 Trọng tài: Hoàng Thanh Bình |  |

## Vòng 8
| 1 tháng 4 năm 2017 | Huế                                           | 1-1 | XM Fico Tây Ninh | Sân vận động Tự Do                                |  |
| 15:30              | Nguyễn Tuấn Hiệp (29) 90+5' · Võ Lý (8) 45+1' |     | Hoàng Ngọc Hùng (22) 70' · Lê Đức Tài (27) 85' · Phạm Ngọc Quốc (38) 45' · Lâm Hải Đăng (19) 57' · Phạm Đức Anh (24) 72' · Nguyễn Thanh Lâm (18) 90+5' | Lượng khán giả: 4.000 Trọng tài: Nguyễn Đình Thái |  |

| 1 tháng 4 năm 2017 | Đồng Tháp | 0-2 | Nam Định | Sân vận động Cao Lãnh                      |  |
| 16:00              |           |     | Phạm Văn Thuận (15) 48', 78' · Nguyễn Hữu Định (19) 45+1' · Trần Mạnh Cường (23) 70' · Nguyễn Hạ Long (22) 82' | Lượng khán giả: 500 Trọng tài: Đỗ Thành Đệ |  |

| 2 tháng 4 năm 2017 | Bình Phước | 2-1 | Viettel | Sân vận động Bình Phước                        |  |
| 15:00              | Ngô Viết Phú (5) 43' · Trần Văn Bửu (92) 54' · Ngô Viết Phú (5) 15' · Bùi Xuân Quý (18) 85' · Hồ Sỹ Giáp (10) 89' · Đặng Trần Hoàng Nhựt (24) 92' · Ngô Viết Phú (5) 81' |     | Bùi Duy Thường (7) 16' · Dương Văn Hào (23) 7' · Bùi Quang Khải (14) 42' · Nguyễn Trọng Đại (29) 91' · Phạm Hoàng Dương (20) 59' · Nguyễn Đức Chiến (21) 81' | Lượng khán giả: 1.000 Trọng tài: Nguyễn Tấn Lê |  |

## Vòng 9
| 25 tháng 6 năm 2017 | Đắk Lắk                                                                    | 2-0 | Bình Phước                                      | Buôn Ma Thuột                                          |  |
| 15:00               | Nguyễn Hữu Khôi (34) 22' · Phan Anh Hoàng (15) 58' · Trần Xuân Phú (8) 88' |     | Đào Quốc gia (19) 31' · Trương Văn Tuấn (7) 73' | Lượng khán giả: 2.000 Trọng tài: Nguyễn Đình Tiến Dũng |  |

| 25 tháng 6 năm 2017 | Nam Định                                                                 | 3-1 | Huế                                                                                                   | Sân vận động Thiên Trường                        |  |
| 16:00               | Nguyễn Văn Hiệp (10) 23' · Vũ Hữu Quý (5) 65' · Hoàng Minh Tuấn (28) 72' |     | Võ Văn Minh (15) 87' · Nguyễn Xuân Tâm (14) 26' · Đặng Văn Anh Phi Pha (22) 60' · Bùi Duy Bảo (5) 67' | Lượng khán giả: 6.000 Trọng tài: Nguyễn Tuấn Anh |  |

| 25 tháng 6 năm 2017 | Viettel                                                                                              | 2-2 | Đồng Tháp | Sân vận động Quốc gia Mỹ Đình                |  |
| 17:00               | Bùi Tiến Dũng (4) 8' · Bùi Duy Thường (7) 90+3' · Nguyễn Văn Toản (15) 64' · Lưu Công Sơn (19) 90+1' |     | Phan Viết Đàn (13) 43' · Nguyễn Thiện Chí (11) 85' · Nguyễn Công Thành (20) 4' · Dương Văn Hòa (7) 38' · Trần Minh Lợi (19) 90+1' | Lượng khán giả: 400 Trọng tài: Ngô Quốc Hưng |  |

## Vòng 10
| 1 tháng 7 năm 2017 | Đắk Lắk                                     | 1-1 | Bình Phước                                       | Buôn Ma Thuột                                 |  |
| 15:30              | Võ Văn Minh (15) 53' · Võ Văn Minh (15) 75' |     | Trần Hoàng Sơn (31) 50' · Bùi Duy Thường (7) 23' | Lượng khán giả: 3.000 Trọng tài: Lê Lưu Quang |  |

| 1 tháng 7 năm 2017 | Nam Định | 4-2 | Huế                                                    | Sân vận động Thiên Trường                      |  |
| 16:30              | Trần Đức Trung (10) 6', 19' · Lê Đức Tài (27) 12', 21' · Phạm Công Hiển (11) 16' · Trần Đức Trung (10) 56' · Ngô Dương Thái (17) 74' |     | Phạm Văn Thuận (15) 10' · Nguyễn Đức Anh Quốc (20) 49' | Lượng khán giả: 3.000 Trọng tài: Lê Khắc Thành |  |

| 1 tháng 7 năm 2017 | Viettel | 2-2 | Đồng Tháp | Sân vận động Quốc gia Mỹ Đình                 |  |
| 16:00              | Nguyễn Thiện Chí (11) 8' · Bạch Đăng Khoa (8) 58' · Nguyễn Thiện Chí (11) 4' · Ngô Văn Chơn (91) 55' · Hồ Trường Khang (3) 90+1' |     | Đoàn Xuân Dư (6) 6' · Nguyễn Hồng Quân (9) 90+2' · Nguyễn Như Tuấn (16) 16' · Bùi Hoàng Mỹ (39) 69' · Đoàn Xuân Dư (6) 90' | Lượng khán giả: 1.000 Trọng tài: Vũ Nguyên Vũ |  |

## Vòng 11
| 5 tháng 7 năm 2017 | Nam Định                                        | 1-0 | Bình Phước                                             | Thiên Trường                                   |  |
| 16:00              | Trần Mạnh Cường (23) 8' · Phạm Văn Quý (18) 25' |     | Đặng Trần Hoàng Nhựt (24) 23' · Tạ Thành Long (77) 74' | Lượng khán giả: 5.000 Trọng tài: Mai Xuân Hùng |  |

| 5 tháng 7 năm 2017 | Tây Ninh                                  | 1-1 | Đồng Tháp                                          | Sân vận động Tây Ninh                           |  |
| 15:30              | Lê Đức Tài (27) 62' · Lê Thế Mạnh (5) 52' |     | Trần Minh Lợi (19) 69' · Nguyễn Thiện Chí (11) 66' | Lượng khán giả: 1.500 Trọng tài: Dương Hữu Phúc |  |

| 5 tháng 7 năm 2017 | Viettel                                                                    | 1-1 | Đắk Lắk                                                                                             | Sân vận động Quốc gia Mỹ Đình                 |  |
| 17:00              | Nguyễn Trọng Đại (29) 5' · Bùi Duy Thường (7) 30' · Đàm Tiến Dũng (12) 77' |     | Nguyễn Hồng Quân (9) 58' · Huỳnh Văn Ly (17) 32' · Danh Lương Thực (5) 71' · Huỳnh Kim Hùng (3) 80' | Lượng khán giả: 200 Trọng tài: Ngô Mạnh Cường |  |

## Vòng 12
| 9 tháng 7 năm 2017 | Đồng Tháp                                       | 0-3 | Huế | Cao Lãnh                                   |  |
| 16:00              | Ngô Văn Chơn (91) 55' · Hồ Trường Khang (3) 82' |     | Võ Lý (8) 7' · Phan Hữu Vân (23) 31' · Trần Thành (20) 33' · Trần Đức Phát (24) 72' · Nguyễn Xuân Tâm (14) 79' | Lượng khán giả: 700 Trọng tài: Đỗ Thành Đệ |  |

| 9 tháng 7 năm 2017 | Bình Phước                                  | 1-0 | Tây Ninh | Sân vận động Bình Phước                        |  |
| 15:30              | Tống Anh Tỷ (8) 41' · Tống Anh Tỷ (8) 90+3' |     | Lê Thế Mạnh (5) 90+3' · Đặng Văn Tường (2) 90+3' · Phạm ngọc Quốc (38) 45+1' 90+5' · Võ Nguyễn Phương Duy (26) 90+4' | Lượng khán giả: 1.000 Trọng tài: Đặng Đức Toàn |  |

| 9 tháng 7 năm 2017 | Đắk Lắk                    | 0-1 | Nam Định                                    | Buôn Ma Thuột                                   |  |
| 17:00              | Nguyễn Quốc Thanh (20) 44' |     | Đinh Viết Tú (2) 47' · Đinh Viết Tú (2) 89' | Lượng khán giả: 1.000 Trọng tài: Đặng Quốc Dũng |  |

## Vòng 13
| 15 tháng 7 năm 2017 | Nam Định                                                                  | 1-0 | Trung tâm bóng đá Viettel | Thiên Trường                                      |  |
| 15:00               | Đinh Viết Tú (2) 24' · Nguyễn Hữu Định (19) 57' · Phạm Văn Thuận (15) 90' |     |                           | Lượng khán giả: 20.000 Trọng tài: Nguyễn Văn Kiên |  |

| 15 tháng 7 năm 2017 | Huế                                                                               | 2-0 | Bình Phước            | Tự Do                                            |  |
| 15:00               | Phan Hữu Vân (23) 45+3' · Nguyễn Tuấn Hiệp (29) 90+3' · Nguyễn Tuấn Hiệp (29) 64' |     | Lê Hữu Thắng (16) 16' | Lượng khán giả: 4.000 Trọng tài: Phùng Quốc Quân |  |

| 15 tháng 7 năm 2017 | XM FiCoTây Ninh                                                      | 2-2 | Đắk Lắk                                           | Tây Ninh                                     |  |
| 15:00               | Lê Đức Tài (27) 19' · Hoàng Ngọc Hùng (22) 53' · Lê Đức Tài (27) 61' |     | Y Thăng Ê Ban (10) 20' · Nguyễn Hồng Quân (9) 40' | Lượng khán giả: 2.000 Trọng tài: Đỗ Thành Đệ |  |

## Vòng 14
| 26 tháng 7 năm 2017 | Bình Phước | 3-2 | Đồng Tháp                                                                                                 | Bình Phước                                             |  |
| 15:00               | Điểu Giang (35) 16' · Tống Anh Tỷ (26) 25' · Đặng Trần Hoàng Nhựt (24) 54' (ph.đ.) 80' · Nguyễn Trần MiLa (23) 90' |     | Nguyễn Công Thành (20) 29' · Nguyễn Thiện Chí (11) 34' · Trần Minh Lợi (19) 44' · Nguyễn Ngọc Anh (9) 88' | Lượng khán giả: 1.000 Trọng tài: Nguyễn Đình Tiến Dũng |  |

| 26 tháng 7 năm 2017 | Viettel                                                                                                | 4-0 | Tây Ninh | Mỹ Đình                                        |  |
| 15:00               | Dương Văn Hào (23) 16' · Nguyễn Trọng Đại (29) 48', 59' · Bùi Duy Thường (7) 81' · Lê Đắc Hùng (2) 87' |     |          | Lượng khán giả: 500 Trọng tài: Nguyễn Tuấn Anh |  |

| 26 tháng 7 năm 2017 | Đắk Lắk | 3-2 | Huế                           | Buôn Ma Thuột                                   |  |
| 15:00               | Y Thăng Ê Ban (10) 21' · Trần Xuân Phú (8) 38' · Nguyễn Hữu Khôi (34) 90+2' · Trần Xuân Phú (8) 33' · Huỳnh Kim Hùng (3) 90+3' |     | Trương Văn Bình (16) 37', 73' | Lượng khán giả: 1.000 Trọng tài: Dương Hữu Phúc |  |

## Play-off thăng hạng
| ngày 5 tháng 8 năm 2017 Play-off | Đồng Tháp                        | 2 - 1    | Bình Thuận        | Quảng Nam                         |  |
| 15:30                            | Bạch Đăng Khoa · Nguyễn Ngọc Anh | Chi tiết | Nguyễn Ngọc Phước | Sân vận động: Sân vận động Tam Kỳ |  |